# فريد (لاعب كرة قدم مواليد 1993)
فرديريكو رودريغيز سانتوس (بالبرتغالية: Fred‏) وألذي يعرف اختصاراً باسم فريد (بالبرتغالية: Fred‏) هو لاعب كرة قدم برازيلي في مركز الوسط ولد في يوم 5 مارس 1993 في مدينة بيلو هوريزونتي في البرازيل، يلعب حالياً مع نادي فنربخشة المنافس ضمن مصاف الدوري التركي الممتاز منذ صيف 2023 حينما انضم له قادما من نادي مانشستر يونايتد الإنجليزي، حيث سبق له اللعب أيضا مع نادي إنترناسيونال. في 2015 بدأ باللعب مع منتخب البرازيل لكرة القدم وشارك في كوبا أمريكا 2015.

## روابط خارجية
- فريديريكو رودريغيز سانتوس على موقع الاتحاد الدولي (مؤرشف)  (الإنجليزية)
- فريديريكو رودريغيز سانتوس على موقع الاتحاد الأوربي (الإنجليزية)
- فريديريكو رودريغيز سانتوس على موقع اتحاد تركيا (لاعب) (الإنجليزية)
- فريديريكو رودريغيز سانتوس على موقع اتحاد أوكرانيا (الإنجليزية)
- فريديريكو رودريغيز سانتوس على موقع إي إس بي إن إف سي (الإنجليزية)
- فريديريكو رودريغيز سانتوس على موقع قاعدة بيانات كرة القدم.إي يو (الإنجليزية)
- فريديريكو رودريغيز سانتوس على موقع ليكيب (الفرنسية)
- فريديريكو رودريغيز سانتوس على موقع ناشيونال فوتبول تيمز (الإنجليزية)
- فريديريكو رودريغيز سانتوس على موقع Soccerbase.com (لاعب) (الإنجليزية)
- فريديريكو رودريغيز سانتوس على موقع Soccerway.com (الإنجليزية)